# Grote Fatra
De Grote Fatra (Slowaaks: Vel'ka Fatra) is een gebergte in noordwest Slowakije, ten oosten van de Kleine Fatra en ten westen van de Westelijke Tatra en de Lage Tatra.
Het gebergte ligt grotendeels in de regio Žilina en bestaat uit een groep bergen waarvan de bergkam van boven gezien een Y vormt. Aan de zuidzijde eindigt de bergkam in de regio Banská Bystrica, de noordoostelijke tak loopt naar Ružomberok en de noordwestelijke tak loopt naar Kral'ovany. Iets ten zuiden van de samenloop van de takken ligt de hoogste top: de Ostredok die 1592 meter hoog is. Andere toppen zijn Rakytov (1567 m) en Križna (1574 m). In het gebergte ligt het Nationaal Park Veľká Fatra.